# San Donà di Piave
San Donà di Piave este un oraș cu 40.014 de locuitori, situat pe cursul râului Piave, din provincia Veneția, Italia. El se află la 50 km de Veneția și la 30 km de Treviso. Localități învecinate sunt Ceggia, Cessalto (TV), Eraclea, Fossalta di Piave, Jesolo, Musile di Piave, Noventa di Piave, Salgareda (TV) și Torre di Mosto.

## Demografie
San Donà di Piave - evoluția demografică

|  | Graficele sunt indisponibile din cauza unor probleme tehnice. Mai multe informații se găsesc la Phabricator și la wiki-ul MediaWiki. |

Date: Recensăminte sau birourile de statistică - grafică realizată de Wikipedia

1. ↑  Superficie di Comuni Province e Regioni italiane al 9 ottobre 2011 (în italiană), Istituto Nazionale di Statistica, accesat în 16 martie 2019